# Zach Staenberg
Zach Staenberg (1951) è un montatore statunitense, vincitore di un Oscar al miglior montaggio nel 2000 per il film Matrix.

## Filmografia
- Scuola di polizia (Police Academy), regia di Hugh Wilson (1984)
- Addio vecchio West (Rustlers' Rhapsody), regia di Hugh Wilson (1985)
- Teneramente in tre (Eyes of an Angel), regia di Robert Harmon (1991)
- Accerchiato (Nowhere to Run), regia di Robert Harmon (1993)
- Bound - Torbido inganno (Bound), regia di Andy e Larry Wachowski (1996)
- Phoenix - Delitto di polizia (Phoenix), regia di Danny Cannon (1998)
- Matrix (The Matrix), regia di Lana e Lilly Wachowski (1999)
- S.Y.N.A.P.S.E. - Pericolo in rete (Antitrust), regia di Peter Howitt (2001)
- Matrix Reloaded (The Matrix Reloaded), regia di Andy e Larry Wachowski (2003)
- Matrix Revolutions (The Matrix Revolutions), regia di Andy e Larry Wachowski (2003)
- Lord of War, regia di Andrew Niccol (2005)
- Mongol, regia di Sergej Vladimirovič Bodrov (2007)
- Speed Racer, regia di Lana e Lilly Wachowski (2008)
- Ember - Il mistero della città di luce (City of Ember), regia di Gil Kenan (2008)
- Bunraku, regia di Guy Moshe (2010)
- In Time, regia di Andrew Niccol (2011)
- Ender's Game, regia di Gavin Hood (2013)
- Good Kill, regia di Andrew Niccol (2014)
- Castello di sabbia (Sand Castle), regia di Fernando Coimbra (2017)
- C'era una volta a Los Angeles (Once Upon a Time in Venice), regia di Mark Cullen (2017)
- Pacific Rim - La rivolta (Pacific Rim: Uprising), regia di Steven S. DeKnight (2018)
- Ava, regia di Tate Taylor (2020)
- American Night, regia di Alessio Della Valle (2021)
- The In Between - Non ti perderò (The In Between), regia di Arie Posin (2022)
- Silent Night - Il silenzio della vendetta (Silent Night), regia di John Woo (2023)
- The Killer, regia di John Woo (2024)